# Sint-Antoniuskathedraal (Telšiai)
De Kathedraal van Sint-Antonius van Padua (Litouws: Telšių Šv. Antano Paduviečio katedra) is een rooms-katholieke kathedraal in Telšiai, Litouwen. Het is de zetelkerk van het bisdom Telšiai.

## Geschiedenis

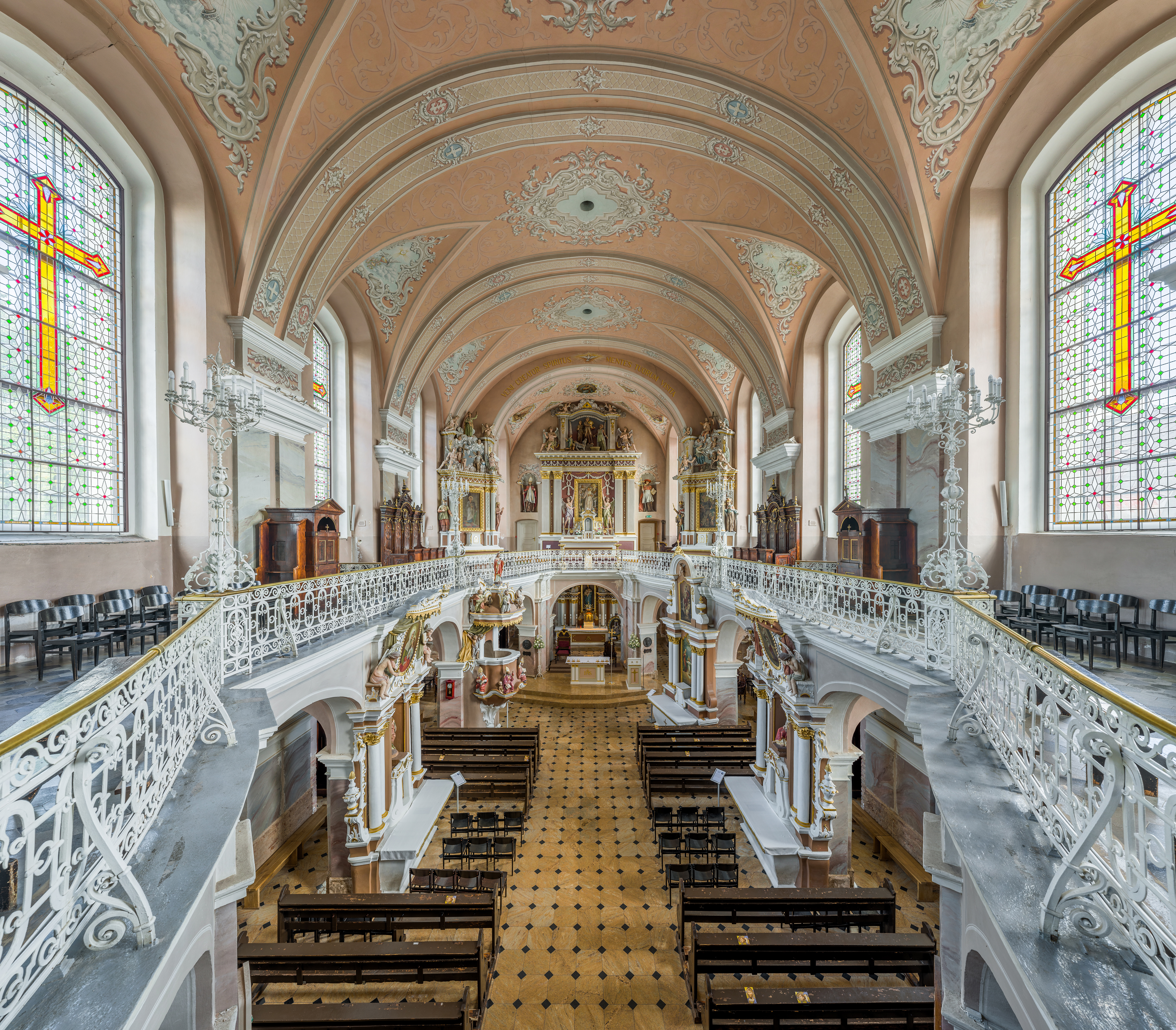
Interieur

De geschiedenis van de kerk gaat terug tot 1624 toen de Litouwse vice-kanselier Paweł Stefan Sapieha een Franciscaans klooster vestigde en een houten kerk in het centrum van Telšiai liet bouwen. De kerk werd in de jaren 1762-1794 vervangen door een ruime kerk van baksteen. De toren werd gebouwd in 1859. In 1893 ontwierp de architect Piotras Serbinovičius het hek en de poorten rond het kerkhof.
Het kerkgebouw werd in 1926 bij de oprichting van het rooms-katholieke bisdom van Telšiai een kathedraal. Drie bisschoppen van Telšiai, Justinas Staugaitis, Vincentas Borisevičius en Pranciškus Ramanauskas, werden in de crypte van de kathedraal ter ruste gelegd.

## Architectuur
De op een rechthoekig plan gebouwde kathedraal vertegenwoordigt kenmerken van de barok en het classicisme. Het heeft een toren en een driezijdige apsis. De kerk bezit zeven door Jurgis Mazeika ontworpen altaren, waarvan twee centrale altaren. Het hoofdaltaar op de eerste verdieping is gewijd aan een van de grootste heiligen van de Franciscanen, Antonius van Padua. De beeltenis van de heilige wordt in Litouwen als miraculeus beschouwd.
De Antoniuskathedraal is de enige kerk van Litouwen met twee verdiepingen.